# Международный день йоги
Международный день йоги отмечается, начиная с 2015 года, ежегодно 21 июня. Установлен Генеральной Ассамблеей ООН в 2014-м году. Премьер-министр Индии Нарендра Моди в адрес ООН обратился с предложением 21 июня отмечать Международный день йоги, так как это самый длинный день в году (день летнего солнцестояния) в Северном полушарии и имеет особое значение во многих частях мира.
Йога — бесценный дар древних традиций Индии. Она воплощает в себе единство души и тела; мысли и действия, а также гармонию между человеком и природой и целостный подход к здоровью и благополучию. Речь идет не о физических упражнениях, а об открытии чувства единства с самим собой, миром и природой.

Если мы поменяем наш образ жизни и создадим новый образ сознания — это поможет всеобщему благополучию. Давайте решим назначить Международный день йоги
.

## История
12 декабря 2014 года Генеральная Ассамблея ООН провозгласила 21 июня Международным днем йоги. Внесённая Индией резолюция была поддержана всеми 175 государствами, представленными на Генеральной Ассамблее.
21 июня 2015 года всё мировое сообщество любителей и профессионалов йоги отметило I Международный День Йоги. В Москве центральное мероприятие состоялось на Фестивальной площади парка Сокольники. Организатором выступил Культурный центр им. Джавахарлала Неру при Посольстве Индии в Москве.
В 2016 году II Международный День Йоги состоялся на Пушкинской набережной в Парке Горького. Культурный центр им. Джавахарлала Неру при Посольстве Индии в Москве второй год является инициатором праздника.
Одновременно II Международный День Йоги отметят более 50 регионов РФ..

## Тема дня
- 2018 год — «Йога на благо мира»